# جيمي رانكين
جيمي رانكين هو كاتب أغاني ومغني كندي، ولد في 28 مايو 1964.

## وصلات خارجية
- الموقع الرسمي
- جيمي رانكين على موقع ميوزك برينز (الإنجليزية)
- جيمي رانكين على موقع أول ميوزيك (الإنجليزية)
- جيمي رانكين على موقع ديسكوغز (الإنجليزية)